# 群別岳
群別岳（くんべつだけ）は、北海道の石狩市と増毛郡増毛町と樺戸郡新十津川町の3市町にまたがる標高1,376.4mの山である。山頂には三等三角点「群別岳」が設置されている。北海道の百名山に選定されている。

## 概要
増毛山地では暑寒別岳に次ぐ2番目に高い山で、増毛山地では比較的鋭鋒の山容が特徴的である。南東2km弱には1992年にピンネシリよりも高い新十津川町の最高峰であることがわかり急遽山名が募集されたことで話題になった奥徳富岳 (1,346m) が聳える。群別岳は奥徳富岳よりも高い山であるが新十津川町の町境は山頂ではなく群別岳の東肩部分にあるため町内では奥徳富岳の方が高い。
かつては「クンペッヌプリ」と呼ばれており、「クンペッ」とは現在の群別川のことでアイヌ語の「ホンクンベツ（「小石の川」または「危ない川」）」が由来とされる。なお漢字表記から「ぐんべつだけ」と読みそうになるが誤りである。

## 登山
登山道はないものの北海道では知られた山の一つであるため残雪期に多くの人に登られる。主に浜益区側から登られるが、幌天狗を経由する尾根を登るルートや群別川を遡上して登るルートなど人によって様々である。他にも「増毛オートルート」と呼ばれるルートがあり、留知暑寒別川から雄冬山・浜益岳・群別岳・暑寒別岳を周回する。